# Dexter: Original Sin
Dexter: Original Sin è una serie televisiva statunitense creata da Clyde Phillips, prequel di Dexter. La serie ha debuttato il 13 dicembre 2024 su Paramount+.

## Trama
La serie osserva un giovane Dexter Morgan mentre inizia a lavorare come analista forense di tracce ematiche presso il dipartimento di polizia di Miami all'inizio degli anni '90. Esplora inoltre i suoi conflitti interiori, in cui inizia i suoi giorni come serial killer.

## Episodi
| Stagione       | Episodi | Pubblicazione |
| -------------- | ------- | ------------- |
| Prima stagione | 10      | 2024-2025     |

## Personaggi e interpreti

### Principali
- Dexter Morgan, interpretato da Patrick Gibson, doppiato da Emanuele Ruzza.
Brillante studente di medicina all'Università di Miami che, dopo la laurea, viene assunto come tirocinante in patologia forense presso il dipartimento di polizia di Miami.
- Harry Morgan, interpretato da Christian Slater, doppiato da Christian Iansante.
Padre di Dexter e Debra e sergente nel dipartimento di polizia di Miami. Sarà Harry stesso a consigliare a Dexter come migliorare il suo modo di uccidere dopo che Dexter gli mostra come agisce.
- Debra Morgan, interpretata da Molly Brown, doppiata da Margherita De Risi.
Sorella minore di Dexter che spesso si comporta da ribelle venendo spesso rimproverata dal padre per i suoi comportamenti impulsivi.
- María LaGuerta, interpretata da Christina Milian, doppiata da Chiara Gioncardi.
Ex detective della narcotici e nuova detective della divisione omicidi inviata dal commissario per risolvere i casi rimasti irrisolti ma che è disposta a tutto pur di far carriera anche a rovinare chi non lo merita.
- Angel Batista, interpretato da James Martinez, doppiato da Paolo Vivio.
Detective nella divisione omicidi del dipartimento di polizia di Miami che diventa il migliore amico di Dexter.
- Vince Masuka, interpretato da Alex Shimizu, doppiato da Alessandro Campaiola.
Investigatore di scienze forensi della polizia di Miami che rimane colpito dalla bravura di Dexter e lo accoglie come suo stagista e successivamente come membro a tutti gli effetti della scientifica.
- Bobby Watt, interpretato da Reno Wilson, doppiato da Riccardo Scarafoni.
Detective nella polizia di Miami e padrino di Dexter e Debra.
- Aaron Spencer, interpretato da Patrick Dempsey, doppiato da Stefano Benassi.
Capitano nella divisione omicidi della polizia di Miami. Si scopre essere un serial killer di bambini che rapisce per poi tagliare loro un dito e inviarlo in una scatola al suo stesso dipartimento di polizia come firma per poi infine ucciderli. Quando Aaron tenta di uccidere il figlio per vendicarsi della sua ex moglie per averlo tradito e avergli fatto credere che il figlio fosse suo, quando era invece di un altro uomo con cui l'aveva tradito, Dexter riesce a scongiurare la tragedia e salvare il bambino e successivamente uccide Aaron vendicando tutti i bambini uccisi dal serial killer.
- Voce interiore di Dexter Morgan, doppiata in lingua originale da Michael C. Hall, doppiata in lingua italiana da Loris Loddi.

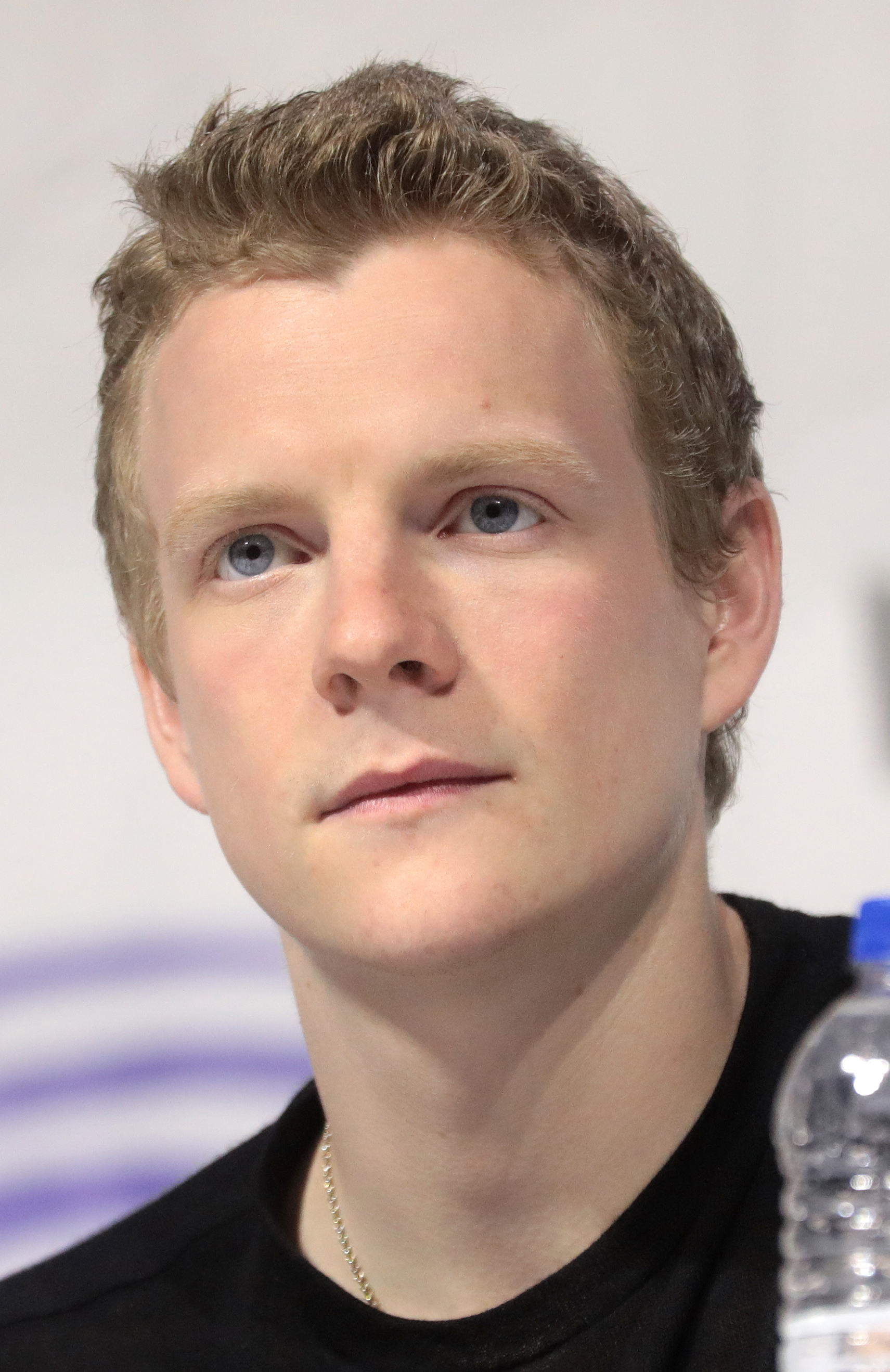
Patrick Gibson
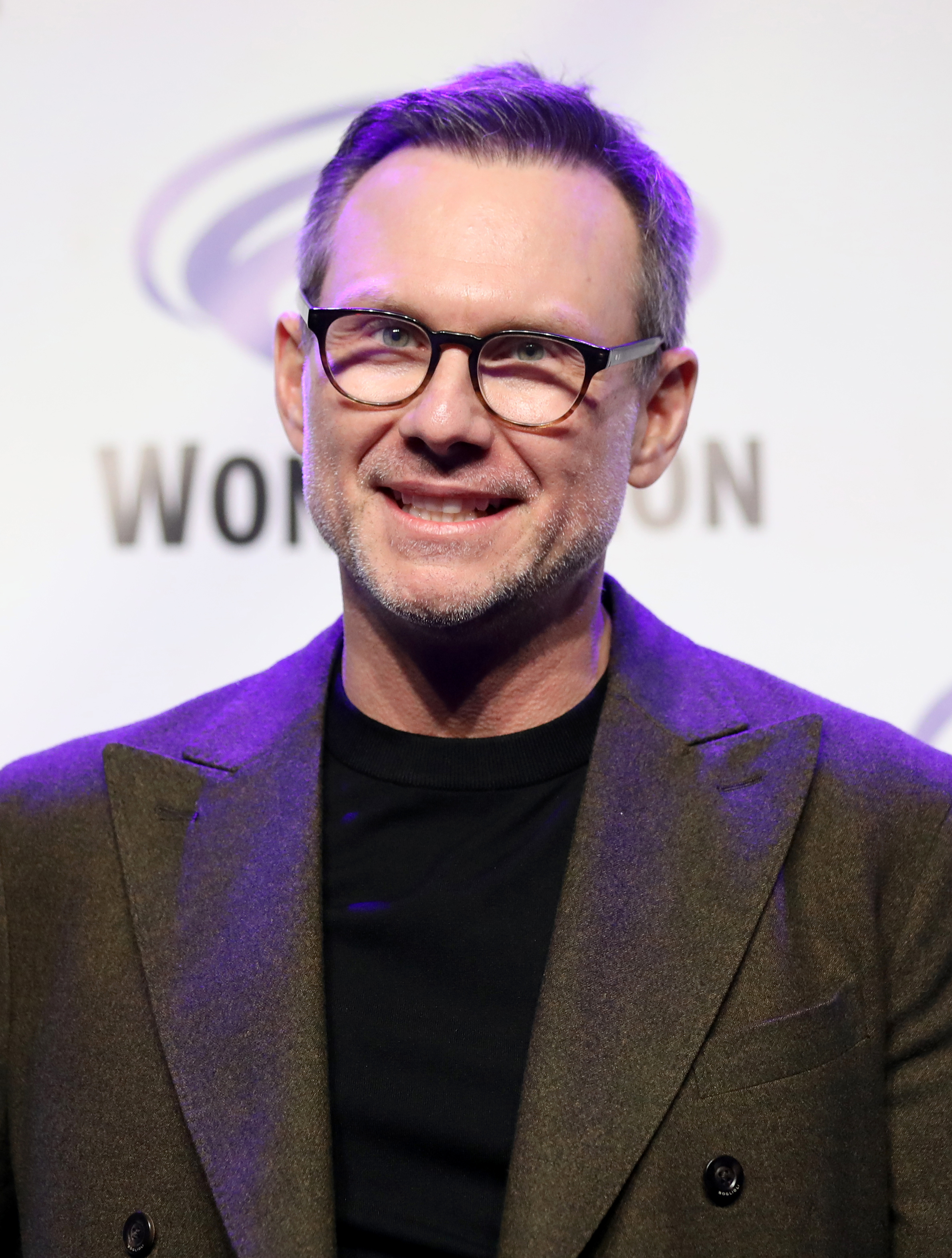
Christian Slater
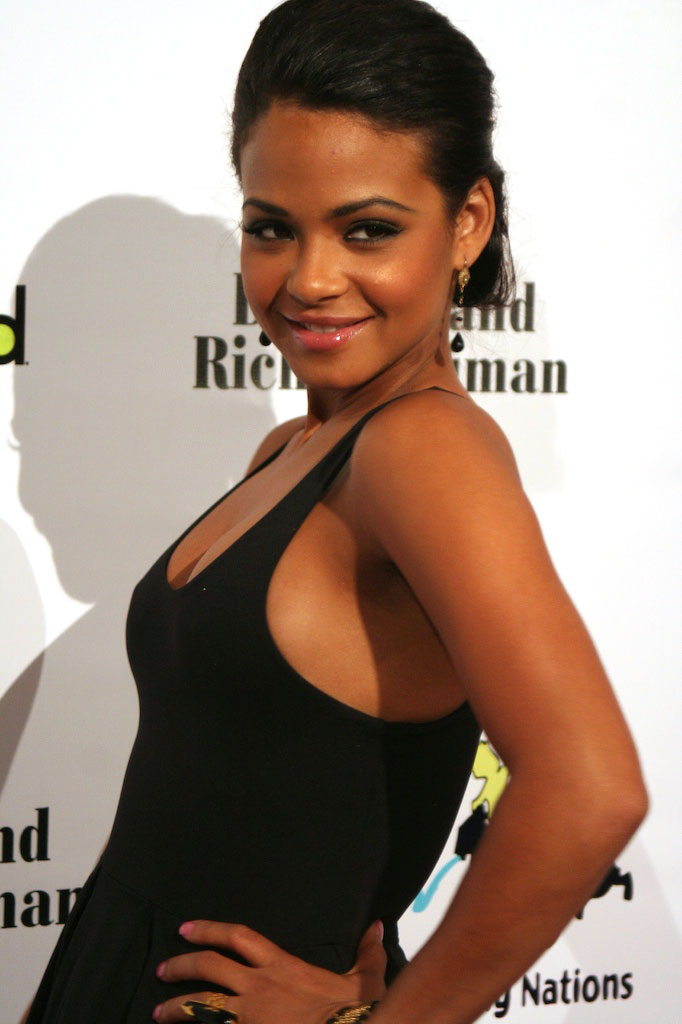
Christina Milian
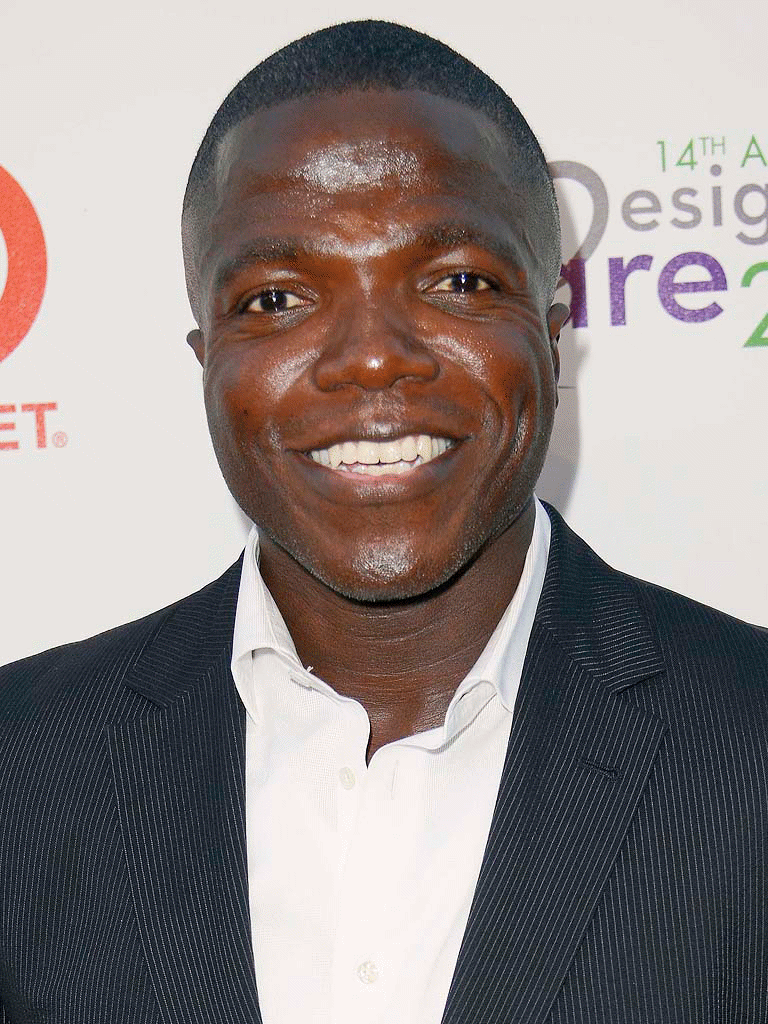
Reno Wilson
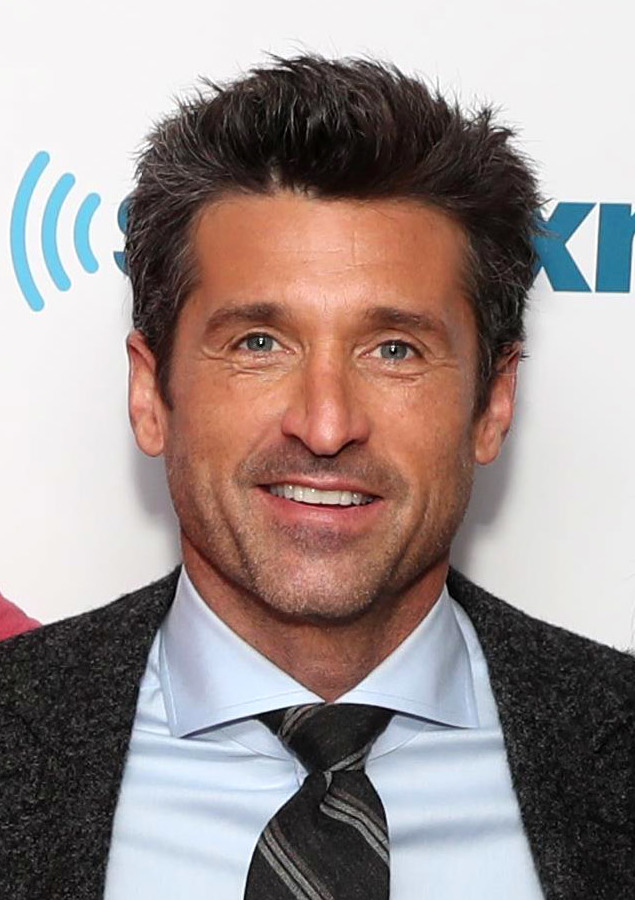
Patrick Dempsey
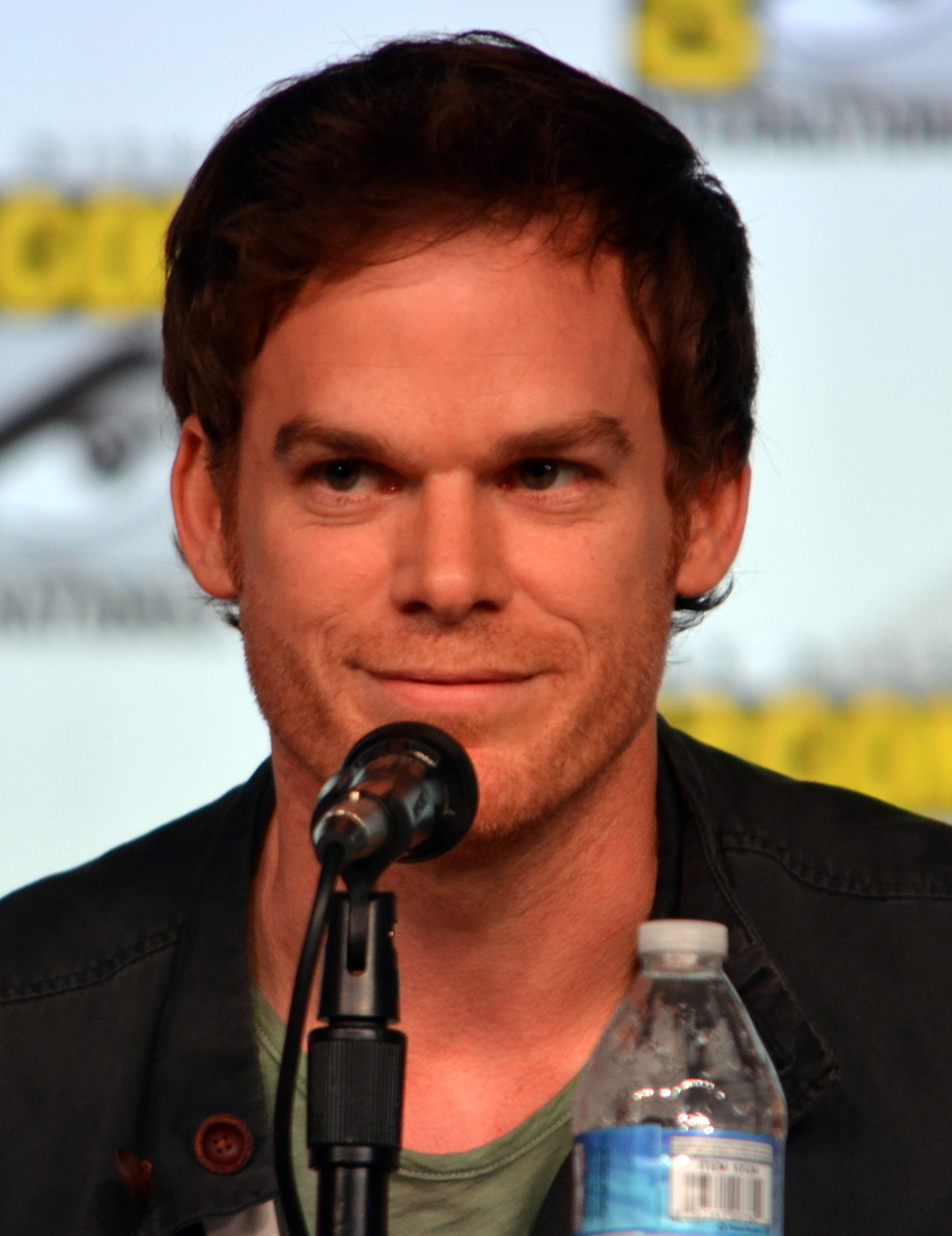
Michael C. Hall

### Ricorrenti
- Tanya Martin, interpretata da Sarah Michelle Gellar, doppiata da Eleonora De Angelis.
Responsabile della scientifica della polizia di Miami che offre a Dexter un tirocinio.
- Laura Moser, interpretata da Brittany Allen, doppiata da Domitilla D'Amico.
Madre biologica di Dexter che collabora con la polizia per infiltrarsi nella gang di Estrada.
- Sofia Rivera, interpretata da Raquel Justice, doppiata da Veronica Puccio.
Migliore amica di Debra e compagna di scuola che si prende una cotta per Dexter con cui si fidanza ma poi i 2 si lasciano quando crede erroneamente che Dexter abbia una relazione con un'altra.
- Levi Reed, interpretato da Jeff Daniel Phillips.
Uomo accusato di omicidio di otto persone che viene prosciolto a causa di un errore commesso da Harry poiché aveva ignorato seppur giustamente il falso alibi datogli dalla ragazza tossicodipendente di Reed che successivamente l'avvocato della difesa usa per far sembrare che Harry abbia deliberatamente ignorato le prove cosa in realtà non vera poiché Harry voleva più che mai che Reed fosse condannato e non aveva idea che l'avvocato della difesa avrebbe usato tale vicenda come mezzo per far prosciogliere Reed dalle accuse. Tuttavia Dexter lo uccide vendicando tutte le sue vittime.
- Doris Morgan, interpretata da Jasper Lewis, doppiata da Benedetta Ponticelli.
Madre di Debra e madre adottiva di Dexter.
- Camilla Figg, interpretata da Sarah Kinsey, doppiata da Emanuela Damasio.
Archivista della polizia di Miami.
- Clark Sanders, interpretato da Aaron Jennings.
Agente di polizia omosessuale che stringe amicizia con Dexter che decide di tenere su sua richiesta la vita omossessuale dell'amico.
- Hector Estrada, interpretato da Carlo Mendez, doppiato da Marco Vivio.
Boss della droga.
- Santos Jimenez, interpretato da Randy Gonzalez, doppiato da Simone Crisari.
Scagnozzo di Estrada.
- Gio Martino, interpretato da Isaac Gonzalez Rossi.
Giovane benestante e interesse amoroso di Debra. Tuttavia Giò lascia Debra quando la ragazza scopre che è coinvolto in attività illegali e abbandona Debra deliberatamente su una spiaggia dove successivamente Dexter recupera Debra.
- Becca Spencer, interpretata da Amanda Brooks, doppiata da Francesca Fiorentini.
Ex moglie di Aaron e madre di Nicky.
- Nicky Spencer, interpretato da London Thatcher.
Giovane figlio di Aaron e Becca.

### Guest star
- Dott. Rivas, interpretato da Robert Younis, doppiato da Alberto Bognanni.
Professore di Dexter all'Università.
- Infermiera Mary, interpretata da Tanya Clarke, doppiata da Michela Alborghetti.
Infermiera che avvelena i suoi pazienti con iniezioni di nitrato di potassio per alleviare le loro sofferenze.
- Tony Ferrer, interpretato da Roberto Sanchez.
Soprannominato Tony il bello, un usuraio che uccise la madre di un amico di Batista per aver mancato un pagamento.
- Mad Dog, interpretato da Joe Pantoliano, doppiato da Luca Dal Fabbro.
Sicario della mafia che gestisce un charter di pesca.
- Barbara "Barb" Plimpton, interpretata da Kathleen Rose Perkins, doppiata da Ilaria Latini.
Assistente sociale che affida Dexter e Brian ai Morgan dopo la morte di Laura.
- Brian Moser, interpretato da Roby Attal, doppiato da Federico Viola.
Figlio di Laura e fratello biologico di Dexter.

## Produzione

### Sviluppo
Il 6 febbraio 2023, Showtime ha dato alla produzione un ordine per una serie prequel sulle origini di Dexter, intitolato Dexter: Origins, creato da Clyde Phillips. Successivamente è stato rinominato Dexter: Original Sin e sarà composto da 10 episodi. Phillips, che è lo showrunner, dovrebbe anche essere produttore esecutivo insieme a Scott Reynolds, Michael C. Hall, Mary Leah Sutton, Tony Hernandez e Lilly Burns, con Robert Lloyd Lewis come produttore. Le società di produzione coinvolte nella serie sono Showtime Studios e Counterpart Studios.
Il 1º aprile 2025 Showtime ha rinnovato la serie per una seconda stagione.

### Casting
Il 23 maggio 2024 Patrick Gibson, Christian Slater e Molly Brown sono stati scelti come protagonisti. Nel giugno seguente James Martinez, Christina Milian, Alex Shimizu, Reno Wilson e Patrick Dempsey si sono uniti al cast principale mentre Sarah Michelle Gellar come guest star. L'11 luglio 2024 Joe Pantoliano, Brittany Allen, Randy Gonzalez, Aaron Jennings, Raquel Justice, Jasper Lewis, Carlo Mendez, Isaac Gonzalez Rossi e Roberto Sanchez sono stati scelti per ruoli ricorrenti. Il 26 luglio 2024, al Comic-Con di San Diego durante il panel di Dexter: Original Sin, è stato annunciato che Michael C. Hall avrebbe narrato la voce interiore del giovane Dexter Morgan. Il 14 agosto 2024 Amanda Brooks si è unita al cast in un ruolo ricorrente.

### Riprese
La lavorazione della serie è iniziata il 5 giugno 2024 a Miami. Nell'agosto 2024, è stato segnalato che le riprese si sono spostate a Los Angeles.

## Distribuzione
Dexter: Original Sin è distribuita dal 13 dicembre 2024 sulla piattaforma di streaming Paramount+ in tutti i Paesi in cui è presente.

### Edizione italiana
La direzione del doppiaggio è a cura di Alessio Maria Bianchi su dialoghi di Emanuela D'Amico, per conto di CDR.

## Accoglienza

### Critica
La serie ha ricevuto recensioni contrastanti dalla critica. Rotten Tomatoes riporta il 69% delle recensioni professionali positive, con un voto medio di 6,50 su 10 basato su 17 critiche. Il consenso critico del sito web indica: «Original Sin si preoccupa meno di iniettare sangue fresco che di far rivivere una formula collaudata, realizzando un prequel che sia valido abbastanza da grattare la voglia di Dexter con un bisturi.» Metacritic, invece, ha assegnato un punteggio di 50 su 100 basato su 6 recensioni, indicando "recensioni miste".